# Divine Lunga
Divine Lunga (Bulawayo, 28 de mayo de 1995) es un futbolista zimbabuense que juega en la demarcación de lateral izquierdo para el Mamelodi Sundowns FC de la Liga Premier de Sudáfrica.

## Selección nacional
Hizo su debut con la selección de fútbol de Zimbabue el 21 de junio de 2015 en un encuentro de clasificación para el Campeonato Africano de Naciones de 2016 contra Comoras que finalizó con un resultado de 2-0 a favor del combinado zimbabuense tras los goles de Evans Rusike y Marshal Mudehwe.

## Clubes
| Club                 | País      | Año       | Partidos | Goles |
| -------------------- | --------- | --------- | -------- | ----- |
| Chicken Inn FC       | Zimbabue  | 2015-2018 |          |       |
| Golden Arrows        | Sudáfrica | 2018-2021 | 84       | 1     |
| Mamelodi Sundowns FC | Sudáfrica | 2021-2022 | 12       | 1     |
| Golden Arrows        | Sudáfrica | 2022-2023 | 30       | 1     |
| Mamelodi Sundowns FC | Sudáfrica | 2023-     | 33       | 0     |